# 小幡正雄
小幡 正雄（おばたまさお、1943年 - 2010年1月2日）は日本のアウトサイダー・アーティスト。居住していた知的障害者施設の中で集めた段ボールに、主に赤の色鉛筆を用いて絵画を描いた。

## 半生
1943年に瀬戸内海に浮かぶ岡山県笠岡市の真鍋島に生まれた。中学一年の時に両親が離婚し、その後は母の手によって育てられた。子どもの頃は「一人竹やぶの中で絵を描いているのが楽しかった」とのことで、幼い頃から絵画への興味はあった。
中学校卒業後、岡山県内で溶接工や建設作業員、金物屋の店員など職を転々とし、1975年の、母親の死の前後には精神病院に入退院を繰り返した。その後岡山県内の救護施設に入所する。土木会社に就職が決まっていったん施設を退所するが、人員整理に遭い解雇され、再び救護施設に戻った。
1985年、音信不通であった父親が見つかり同居を始めるが、1989年に父は体調を崩し、小幡は神戸市内の知的障害者施設に入所する。小幡は45歳を過ぎて入所した施設の中で、施設内で集めた段ボールに極めて熱心に独自の絵画を描くようになった。
2010年1月2日、死去。

## 絵画制作
30歳代に入所していた岡山県内の救護施設では、部屋の中でじっとしていたことが多く、絵画を描いていたとの記録は残されていない。最後に生活していた知的障害者施設に入所後、本格的に絵を描き出したとみられている。
居住する施設の調理場で使用した段ボールを拾い集め、施設の職員から貰った色鉛筆を使って夜中に隠れるようにして絵を描き出した。最初はたんすの中に隠していた絵画作品はやがてたんすにはしまいきれなくなり、ベッドの下にも置くようになったが、ベッドの下もいっぱいになると絵画作品はベッドの上にまで進出して、ベッドの上にわずかに残された場所に小幡は眠るようになった。
やがて作品は枕元からうず高く積みあがり、寝室が薄暗くなってしまった。作品が注目される以前、施設の定期清掃時には絵画作品は全て処分されてしまっていたが、それにめげることなく絵画制作を続行し、いつのまにか部屋が薄暗くなるまで作品が積み上がる状況が再現された。
生前施設内の個室で生活しており、そこで自らの段ボール絵画に囲まれながら制作を続けていた。昼間は施設内で軽作業に従事し、夕食後、午前0時頃まで作品制作を行い、いったん眠ったあと、早くも午前3時頃には起きだして絵画制作を朝食時まで続けるというハードな生活を続けていて、施設の職員も小幡の健康を案じていた。
作品の特徴としては、まずこれまでも述べたように段ボールに描かれているということが挙げられる。施設という閉ざされた環境の中で手に入れることができる紙が段ボールであったことが原因である。持ち運びの際に画面が傷むのを防ぐため、段ボールの端を丸く切り取り、その上で絵画を描き始めた。
作品は色鉛筆、特にお気に入りの色である赤を極めて多用する。ちなみに服など身の回りの品の多くも赤であった。
専門の美術教育を受けることなく独自の表現法を編み出すアウトサイダーアーティストらしく、絵画表現も独創性に溢れている。絵画のモチーフの多くは本人の人生とは無縁であった結婚式や一家団欒の姿である。立体感に欠け、平面的な画面構成が特徴的であり、人物像の顔立ちや性器などもあたかも肌の一部のように表現されている。それでいて描く人物像は堂々とした独特の雰囲気を放っており、こうした小幡の絵画の特徴について、スイス、ローザンヌにある国際的に著名なアウトサイダーアート専門の美術館のアール・ブリュット・コレクション館長であるリュシエンヌ・ペリーは、こけしとの類似性に注目している。
また、富士山、神社、それから瀬戸内海の小島出身者らしく魚や蟹などがよく登場する。こうした絵画作品についてリュシエンヌ・ペリーは、記憶の中の思い出や民間伝承から受け継いだ要素を利用しながらも、「自分だけの、息をのむような詩情に溢れた飛躍を手にした」。と絶賛している。

## アウトサイダーアーティストとして注目される
小幡が暮らす施設で、施設で暮らす人たちのために絵画教室が行われることになり、講師として地元神戸在住の画家、東山カジが招かれた。絵画教室で東山は職員から「絵画教室には参加しないが、絵を描いている人物がいる」との話を聞きつけ、小幡の部屋を見に行った。そこで独自の段ボール絵画で溢れかえっている小幡の部屋を見た東山はその価値を見抜き、小幡とその絵画作品について知人の画家や美術館の学芸員に紹介した。これがアウトサイダーアーティスト、小幡正雄発見のきっかけであった。
その後、兵庫県立美術館学芸員の服部正や、西宮市にあるすずかけ作業所で絵画教室を行う絵本作家のはたよしこなど、アウトサイダーアートに関心を持つ人々の評価を受けるようになり、小幡の作品は展覧会に出品されるようになった。そしてこれまで施設の定期清掃時には全て処分されていた作品も、しっかりと保存されるようになった。
2006年、来日して日本のアールブリュットを調査していたアール・ブリュット・コレクション館長のリュシエンヌ・ペリーは、ボーダレス・アートギャラリー NO-MAで行われていた展覧会、「快走老人録」で展示されていた小幡の作品を、同展覧会に出品されていた宮間英次郎の帽子作品とともに高く評価し、その結果、2008年に日本で行われた展覧会、「アール・ブリュット 交差する魂展」と、2008年から2009年にかけてスイス、ローザンヌのアール・ブリュット・コレクションで行われた「日本展」の出展作家の一人として選ばれた。小幡の作品は「日本展」終了後、アール・ブリュット・コレクションに収蔵された。

## 評価
絵画制作やその発見の過程は、アウトサイダー・アーティストで良く見られるパターンであることが指摘できる。施設という閉ざされた環境は、芸術活動を行うには制約が多く、恵まれた場所ではない。しかしそのような中で、施設内の調理場で使われた段ボールと施設職員から貰った色鉛筆を利用して大量の作品を生み出してきた。創作活動に近い例としては、スイスの精神病院に入院していたアロイーズ・コルバスが、歯磨き粉や植物の汁まで利用しながら独自の絵画を創り続けていた例などが挙げられる。そしてその価値が見出されるまで作品がゴミ同様の扱いを受け、定期的に処分されてしまっていたというのは、多くのアウトサイダー・アーティストが辿った道である。
その独自の芸術活動の結果、部屋が薄暗くなるまで作品が積み上がり、自らの生活環境を脅かすにいたる経過もアウトサイダー・アーティストで良く見られる現象である。近い例としてはイタリアのアウトサイダー・アーティストのジョヴァンニ・バッディスタ・ポデスタの例などが挙げられる
作品は、通俗的なものから取り入れた要素がありながら、それを独創的な絵画作品へと昇華させることに成功している。これは基本的に既存の美術教育を受けることなく、社会から隔絶された環境の中で独自の優れた表現方法を編み出していくという、アウトサイダー・アートの定義に作品が当てはまっていることを示している。
作品のそのものの特徴の中では、結婚式や一家団欒といった小幡がその人生で体験することが叶わなかった光景が好んで描かれることが注目される。リュシエンヌ・ペリーは小幡作品の主たるテーマとして「恋愛」を挙げており、「自身が経験することがなかった恋愛だが、彼は象徴的な道を辿り、情熱をもってそこに到達している」と評価している。

## 主な出展歴
- 1998年 - アートナウ98、「ほとばしる表現力」展（兵庫県立近代美術館）
- 1999年 - エイブルアート99、「このアートで元気になる」（東京都美術館）
- 2006年 - 快走老人録（ボーダレス・アートギャラリー NO-MA）
- 2008年 - アール・ブリュット 交差する魂展（北海道立旭川美術館、ボーダレス・アートミュージアム NO-MA、松下電工 汐留ミュージアム）
- 2008-2009年 - 日本展（スイス・ローザンヌ、アール・ブリュット・コレクション）